# Glycémie

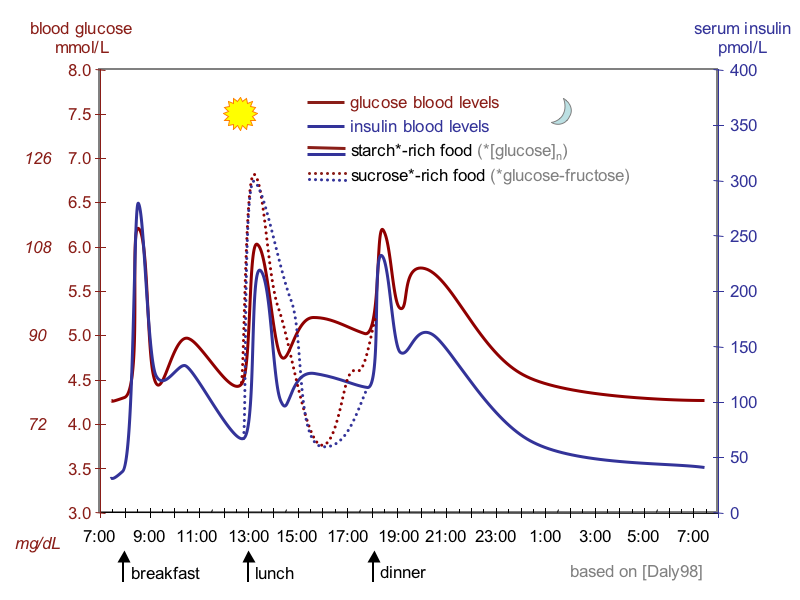
Graphique des niveaux de Glycémie.

La glycémie est la concentration (par extension, le taux) de glucose dans le sang, ou le plus souvent dans le plasma sanguin. Elle est mesurée en général en millimoles de glucose par litre de sang, rarement en milligrammes de glucose par décilitre de sang, ou encore en grammes de glucose par litre de sang.
La régulation de la glycémie est un système de régulation complexe, mettant en œuvre des hormones (dont les deux principaux antagonistes insuline, hypoglycémiante, et glucagon, hyperglycémiant) ainsi que divers organes (pancréas, foie, rein).
Elle varie aussi en fonction de l’âge et en cas de gestation principalement. Les valeurs normales de glycémie sont différentes d'une espèce animale à une autre.
Si la glycémie est trop élevée, on parle d’hyperglycémie. Si elle est trop basse, on parle d'hypoglycémie.

## Étymologie
Du grec glukus, « doux », et haima = « sang ».

## Selon les espèces

### Dans l'espèce humaine
Chez l'Homme, la valeur maximale à jeun, admissible pour ne pas être considérée diabétique, qui était autrefois de 1,4 g/L a été ramenée à 1,26 g/L dans les années 1990,. C'est un seuil basé sur des analyses statistiques au-delà duquel le risque de rétinopathie, liée à la glucotoxicité, augmente.

#### Valeurs normales
La glycémie est très finement régulée. Les valeurs de glycémie varient selon l’état nutritionnel (et le stress), en particulier la différence entre la glycémie à jeun et la glycémie post-prandiale (c'est-à-dire après un repas) est importante.

#### Évolution des standards
« En 2006, une glycémie est considérée normale si elle est comprise entre 0,74 et 1,06 g/L, avec une moyenne de 0,85 g/L. Une glycémie post-prandiale (après un repas) peut aller jusqu’à 1,8 g/L (soit 10 mmol/L). »
En 2010, selon l’American College of Sports Medicine (ACSM), les valeurs normales de glycémie sont :
- 3,5 à 6,1 mmol/L à jeun (soit 0,63 à 1,1 g/L) ;
- moins de 7,8 mmol/L (soit moins de 1,4 g/L) deux heures après l'ingestion de 75 g de glucose.

Si une personne porte le diagnostic d'intolérance au glucose, les valeurs de glycémie seront :
- 5,6 à 6,9 mmol/L à jeun (soit 1 à 1,24 g/L) ;
- 7,8 à 11 mmol/L (soit 1,4 à 1,9 g/L) deux heures après l'ingestion de 75 g de glucose.

Si une personne porte le diagnostic de diabète, les valeurs de glycémie seront :
- plus de 7 mmol/L à jeun (soit plus de 1,26 g/L) ;
- plus de 11 mmol/L (soit plus de 1,9 g/L) deux heures après l'ingestion de 75 g de glucose.

### Chez les autres espèces animales
Chez le chien, une glycémie normale est comprise entre 0,7 et 1,2 g/L, chez le chat et le cheval c'est entre 0,6 et 1,1 g/L, chez les ruminants (vache, chèvre, mouton) une glycémie est considérée normale entre 0,4 et 0,7 g/L. Ces faibles valeurs chez les ruminants s'expliquent par le fait que chez ces animaux les glucides sont surtout dégradés en acides gras volatils, et peu en glucose (alors que c'est l'inverse chez les non-ruminants).

## Techniques de mesure
Presque toutes les techniques actuelles reposent sur l’utilisation de la glucose-oxydase ou la glucose deshydrogénase, couplée à une réaction colorimétrique.
Une technique non-invasive, mais indirecte, part mesures de la résistivité cutanée, en supposant que celle-ci dépend essentiellement de la natrémie, elle-même inversement corrélée à la glycémie[réf. souhaitée].

### Analyse de laboratoire
Les tubes de prélèvements de sang pour analyse de la glycémie en laboratoire contiennent généralement un inhibiteur de glycolyse à base de fluorure de sodium et d'oxalate de potassium ; pour éviter la dégradation des molécules de glucose par les cellules du sang.
Il existe différents protocoles de mesure de la glycémie, dont l'hyperglycémie provoquée per os. On utilise le dosage de l'hémoglobine glyquée comme technique indirecte d'évaluation de la glycémie moyenne sur plusieurs semaines

### Glucomètre
Des appareils portatifs à électrode jetable (glucomètres ou lecteurs de glycémie) permettent de la mesurer de façon indolore et peu coûteuse. Aux États-Unis, ceux-ci sont entre autres en vente dans les supermarchés[réf. souhaitée].

## Régulation de la glycémie
Celle-ci met en œuvre des hormones, principalement l'insuline et le glucagon, ainsi que de nombreuses cellules (du pancréas et des organes effecteurs).

## Variabilité glycémique

### Variabilité au cours du temps
La variabilité glycémique au cours du temps chez un individu est définie par une modification du taux de glucose dans le sang sur une période de plusieurs heures ou de quelques jours. Cette modification du niveau de glycémie, aussi appelée « réponse glycémique », survient après une prise alimentaire qui révèle une réponse métabolique postprandiale.
Différents facteurs influent sur la modification du taux de glucose sanguin après un repas. Il est question de facteurs propres aux aliments ingérés, tels que leurs contenus en sucres ou en graisses et la quantité de nourriture ingurgitée mais aussi d’éléments liés au style de vie comme le moment de la journée auquel sont ingérés les aliments, le contenu du repas précédent ainsi que l’effort physique effectué dans les heures précédentes.
La mesure de la variabilité glycémique se fait par un holter glycémique (petit moniteur posé au niveau du bras ou au niveau du ventre du patient) qui mesure la glycémie en continu et permet ainsi d'obtenir le profil glycémique du patient en temps réel ou a posteriori.

### Variabilité entre individus
La variabilité glycémique entre individus fait référence à la variabilité de la réponse glycémique entre différentes personnes pour un même apport alimentaire. Un aliment donné peut provoquer une réponse glycémique différente selon l’individu,,. Des facteurs personnels tels que le sexe, l’âge, la taille, le poids, la pression artérielle, le taux de cholestérol, la présence de maladies ainsi que la composition du microbiote intestinal ont une influence sur la réponse glycémique. Un rôle des facteurs génétiques n’est pas à exclure.

## Prédiction de la réponse glycémique après un repas
Il existe plusieurs prédicteurs permettant d’estimer la réponse glycémique qui survient après un repas. Le contenu en glucide des aliments ingérés, en est un, cependant il a été déclaré comme étant faible par des chercheurs de l'université de Michigan en 1936. Un autre prédicteur est l’indice glycémique. Mais il a été critiqué en 2011 pour sa faible applicabilité aux repas de tous les jours, car il est calculé pour chaque aliment individuellement et ne tient donc pas compte du fait que la composition des repas est variable. En 2015, une technique de prédiction basée sur un grand nombre de prédicteurs a été élaborée. Cette méthode tient compte de facteurs liés au repas comme le contenu en sucres et la taille du plat mais elle prend également en considération des paramètres personnels tels que l’âge, la taille et la composition du microbiote intestinal, ainsi que des facteurs liés au style de vie comme la pratique de sport et l’heure à laquelle le repas est pris. Cette technique se veut donc plus précise.